# گاه‌شمار افشاریان

## نادرشاه
- نوامبر ۱۶۸۸: نادر در خانواده‌ای ترکمن از طایفه افشار در درگز، شمال مشهد، متولد شد.
- تابستان ۱۷۱۹: حمله افغان‌ها آغاز می‌شود و اصفهان سقوط می‌کند.
- اوایل دهه ۱۷۲۰: نادر در ابیورد خراسان ظهور می‌کند و با شکست دادن ملک محمود سیستانی به قدرت می‌رسد.
- پاییز ۱۷۲۲: شاه سلطان حسین خلع می‌شود؛ طهماسب دوم در قزوین خود را شاه اعلام می‌کند.
- ۱۷۲۳: عثمانی‌ها و روس‌ها به ایران حمله کرده و سرزمین‌هایی را میان خود تقسیم می‌کنند.
- ۱۷۲۶: فتحعلی‌خان قاجار اعدام می‌شود و نادر با عنوان «طهماسب‌قلی» فرمانده اصلی نظامی طهماسب می‌شود.
- مه ۱۷۲۹: نادر ابدالی‌های افغان را در نزدیکی هرات شکست می‌دهد.
- ۲۹ سپتامبر ۱۷۲۹: پیروزی بر اشرف افغان در نبرد مهماندوست.
- دسامبر ۱۷۲۹: طهماسب دوباره وارد اصفهان می‌شود اما نادر قدرت واقعی را در دست دارد.
- اواسط ۱۷۳۰ تا ۱۷۳۲: نادر افغان‌های ابدالی (درانی) را در خراسان مطیع می‌کند.
- ژانویه ۱۷۳۱ – ژانویه ۱۷۳۲: لشکرکشی نافرجام طهماسب به غرب علیه عثمانی‌ها.
- ژوئن ۱۷۳۲: سند وقفی با مهر نادر در مشهد ثبت می‌شود. (مُهر شخصی نادر که بر سند وقف به تاریخ ژوئن ۱۷۳۲ باقی مانده، نشان‌دهنده وفاداری ساده‌اش به تشیع در آن زمان است)
- اوت ۱۷۳۲: نادر طهماسب دوم را خلع کرده و عباس سوم خردسال را به سلطنت می‌نشاند.
- دسامبر ۱۷۳۳: امضای معاهده با والی بغداد. (نادر که حالا به‌عنوان نایب‌السلطنه قدرت را در دست داشت، دوباره جنگ با عثمانی‌ها را از سر گرفت. پس از پیروزی‌های قاطع در چند نبرد، که با سفرهای کوتاه برای سرکوب شورش‌ها در فارس و بلوچستان همراه بود، او در دسامبر ۱۷۳۳ با احمد پاشا، والی عثمانی بغداد، پیمان‌نامه جدیدی امضا کرد)
- مارس ۱۷۳۴: تولد نوه نادر، شاهرخ، که پیوند خونی با صفویان را برقرار می‌کند.
- مارس ۱۷۳۵: امضای معاهده گنجه با روسیه.
- فوریه ۱۷۳۶: در یک گردهمایی بزرگ در دشت مغان، در شمال آذربایجان، نادر شاه پایان سلسله صفویه را اعلام کرد.
- ۸ مارس ۱۷۳۶: نادر رسماً به عنوان شاه ایران تاج‌گذاری می‌کند.
- پس از تاج‌گذاری: نادر برای صلح با عثمانی‌ها پنج شرط می‌گذارد؛ مهم‌ترین آن‌ها پذیرش مذهب جعفری است.
- از ۱۷۳۶ به بعد: نادر سفیرانی به عثمانی می‌فرستد؛ برخی توافق‌ها حاصل می‌شود.
- ۱۷۳۶–۱۷۴۷: دوره‌ای پرتلاطم، همراه با موفقیت‌های نظامی و استبداد فزاینده.
- حدود ۱۷۳۶ پیشنهاد نادرشاه مبنی بر اینکه عثمانی‌ها شیعه ملایم تری را به عنوان مکتب پنجم فقه و عقاید اسلامی با احترام متقابل تضمین شده برای هر دو طرف بپذیرند، به دلیل اصرار عثمانی بر خلافت سلطان و دیگر ملاحظات، شکست خورد.
- ۱۷۳۸ نادرشاه قندهار را اشغال می‌کند در حالی که پسرش رضاقلی در شمال افغانستان لشکرکشی می‌کند و بلخ و بدخشان را تصرف می‌کند.
- ۱۷۳۸ تا ۱۷۳۹ نادرشاه به هند حمله کرد، محمدشاه گورکانی را شکست داد، لاهور را تصرف کرد و دهلی را پس از یک قتل‌عام بزرگ غارت کرد. او با غنیمت عظیمی برمی گردد که شامل الماس کوه نور و تخت طاووس پر از جواهر است.
- ۱۷۴۰ نادرشاه بخارا و خیوه را فتح کرد.
- ۱۷۴۱ نادرشاه با مشکوک شدن به اینکه پسر و وارثش، رضاقلی، در توطئه ای علیه او نقش دارد، دستور کور کردن پسرش را صادر کرد.
- ۱۷۴۲ تا ۱۷۴۷ نادرشاه، تا حدی به دلیل پشیمانی از کور کردن پسرش، خشن و رفتارش تهاجمی شد.
- ۱۷۴۷: نادرشاه توسط سربازان خودش ترور می‌شود.

## عادل شاه
- ۱۷۴۷ قتل نادرشاه توسط گروهی از سران افشار و قاجار. برادرزاده اش عادل شاه جانشین او شد.

## شاهرخ شاه
- ۱۷۴۸ شاهرخ افشاری جانشین عادل شاه شد. حکومت او محدود به خراسان بود.